# Pavel Fedotov
Pour les articles homonymes, voir Fedotov.
Pavel Andreïevitch Fedotov (en russe : Павел Андреевич Федотов), né le 22 juin 1815 (4 juillet dans le calendrier grégorien) à Moscou, mort le 14 novembre 1852 (26 novembre dans le calendrier grégorien) à Saint-Pétersbourg, est un peintre et dessinateur russe.
Académicien, auteur de tableaux de satire sociale, il est le précurseur du nouveau courant de la peinture russe, qui s’exprimera particulièrement dans les peintures de Perov et de Makovsky.

## Biographie
Diplômé avec mention au 1er Corps de Cadets de Moscou, en 1833, Fedotov est est affecté comme officier de la Garde impériale de Finlande à Saint-Pétersbourg. Comme beaucoup de ses collègues à l'époque, il est intéressé par les arts. Il joue de la flûte et en 1834 il assiste à des cours du soir à l’Académie des beaux-arts. En 1844, Fedotov décide de se consacrer entièrement à la peinture et il quitte l'armée. 
Deux ans plus tard, le peintre abandonne l'aquarelle et le crayon pour la peinture à l'huile. Dans les années 1846-1850, il réalise une série de portraits de membres de la famille Jdanovitch. En 1848, il crée sa plus importante peinture, Fiançailles d'un major et la présente devant le Conseil d’Académie des beaux-arts ; le titre d'académicien des beaux-arts lui est décerné. Fedotov connait une brève période de succès public aux expositions de Saint-Pétersbourg de 1849 et 1850.
À la suite de la révolution de 1848 en France, ses liens étroits avec le cercle de Petrachevski font de lui une cible du gouvernement. Son intégrité de l'artiste, ainsi que le caractère satirique de son œuvre, suscitent une attention croissante de la part des censeurs ; les mécènes qui l’avaient soutenu commencent à se détourner de Fedotov, qui meurt oublié, d’une pleurésie, à la clinique psychiatrique Bol'nitsa Vsekh Skorbyashchikh Radosti.

## Galerie

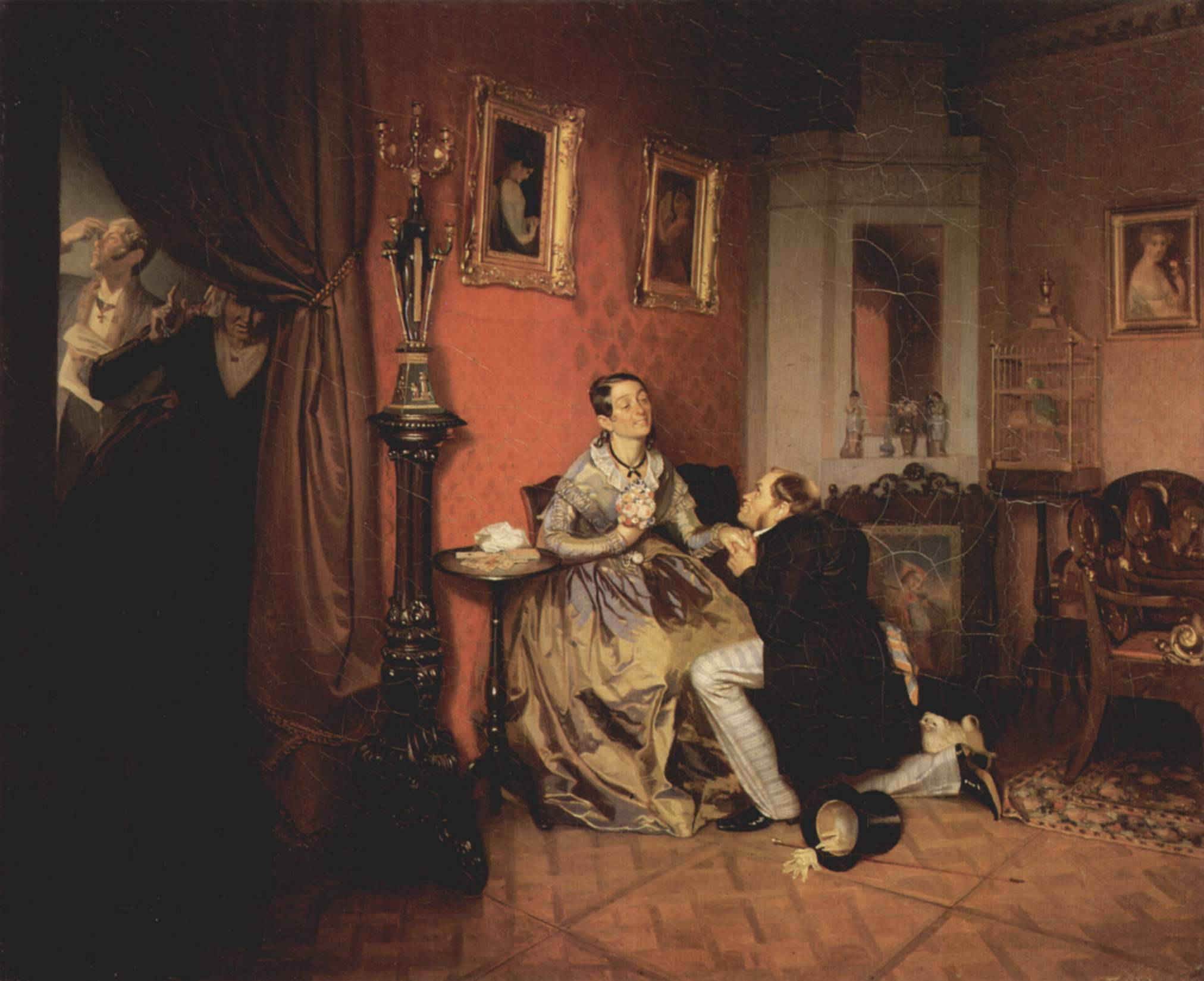
La Fiancée difficile, 1847. Huile sur toile, 37 × 45 cm. Galerie Tretiakov de Moscou.
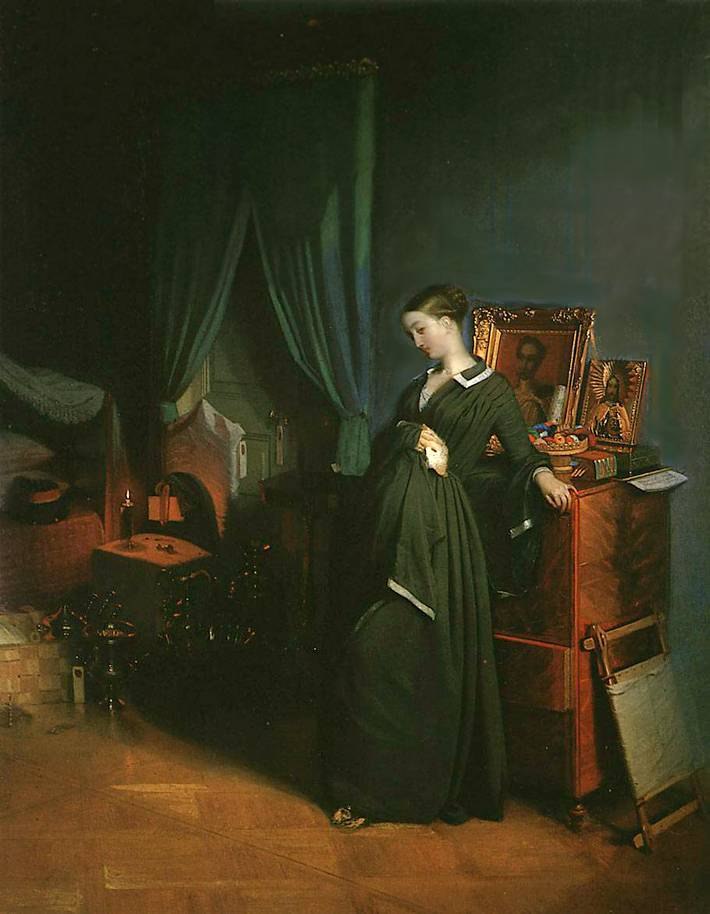
Une jeune veuve, 2e version. 1851-52. Huile sur toile, 62 × 47 cm. Galerie Tretiakov de Moscou.
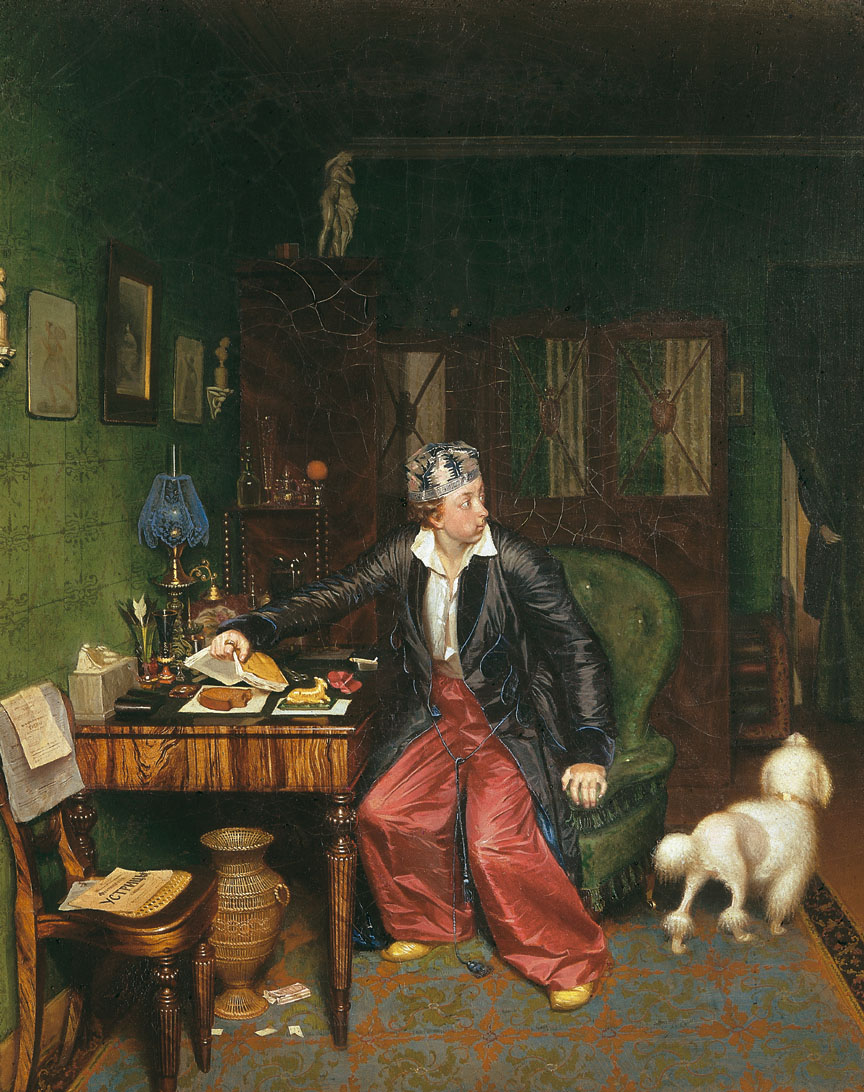
Petit-déjeuner d'un aristocrate, 1849-1850. Huile sur toile, 51 × 42 cm. Galerie Tretiakov de Moscou.
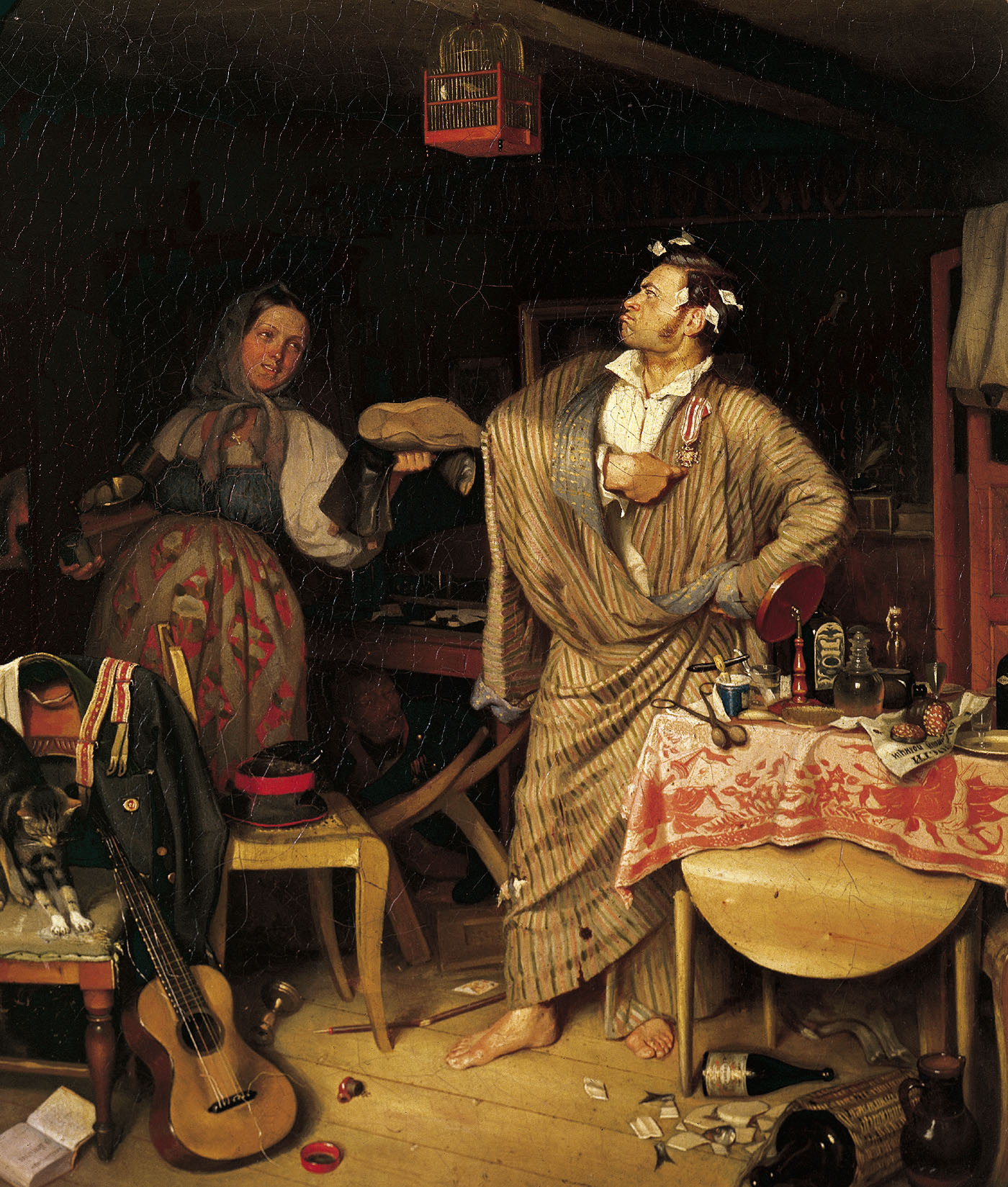
Fraîchement médaillé, 1846. Huile sur toile, 48,2 × 42,5 cm. Galerie Tretiakov de Moscou.
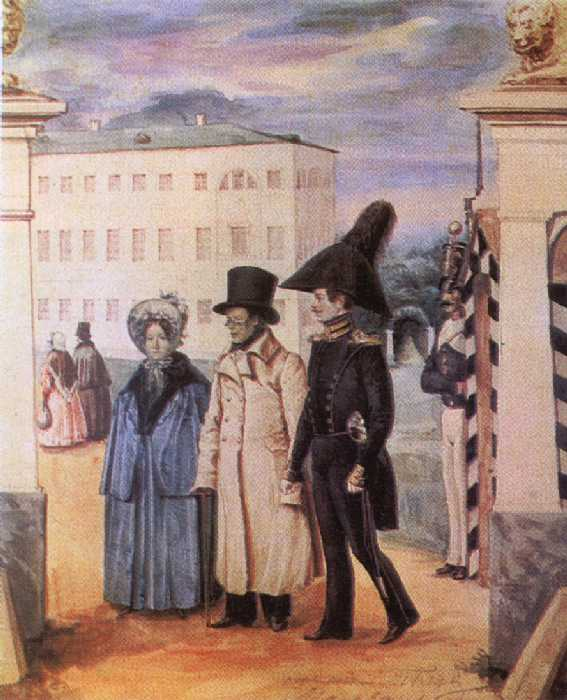
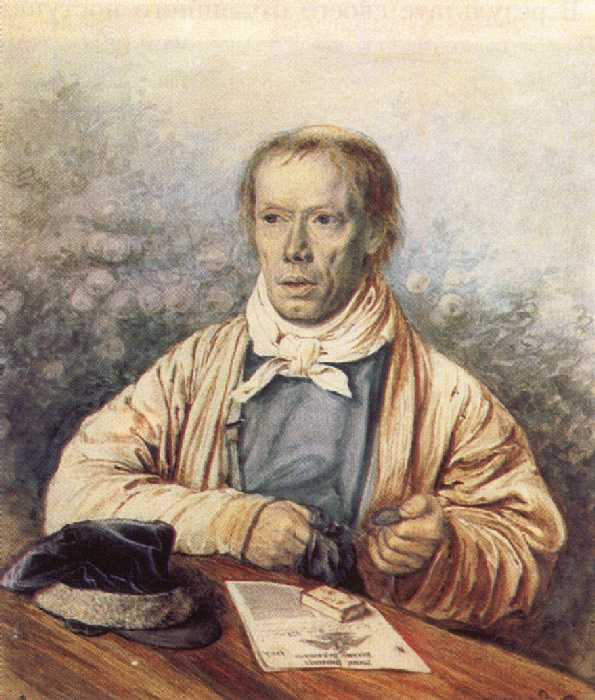
Portrait de A. I. Fedotov, père de l'artiste. 1837. Aquarelle sur carton, 20 × 17,3 cm. Galerie Tretiakov de Moscou.
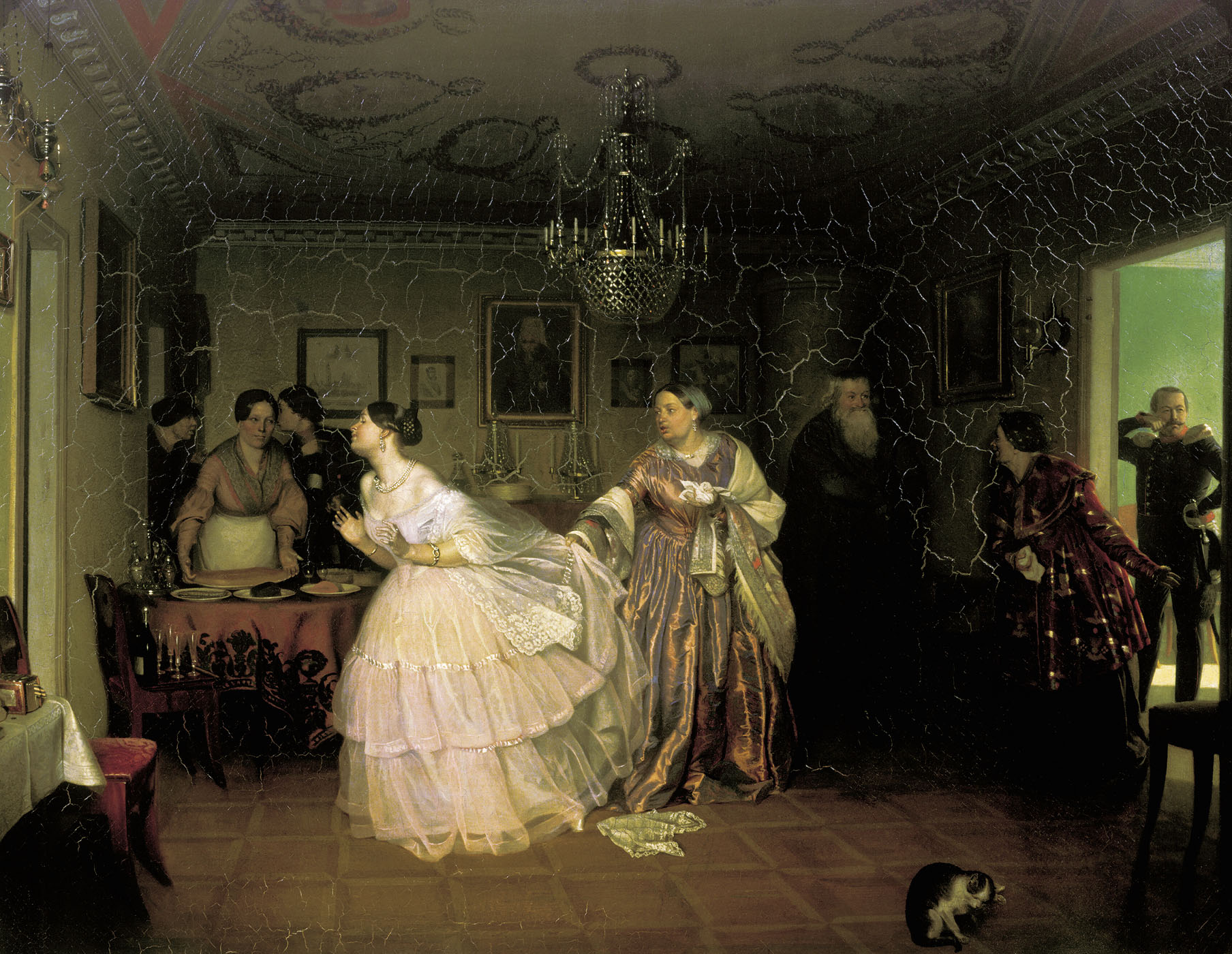
Fiançailles d'un major (La Demande en mariage du major endetté), 1848. Huile sur toile, 97 × 130 cm. Musée Russe de Saint-Pétersbourg.
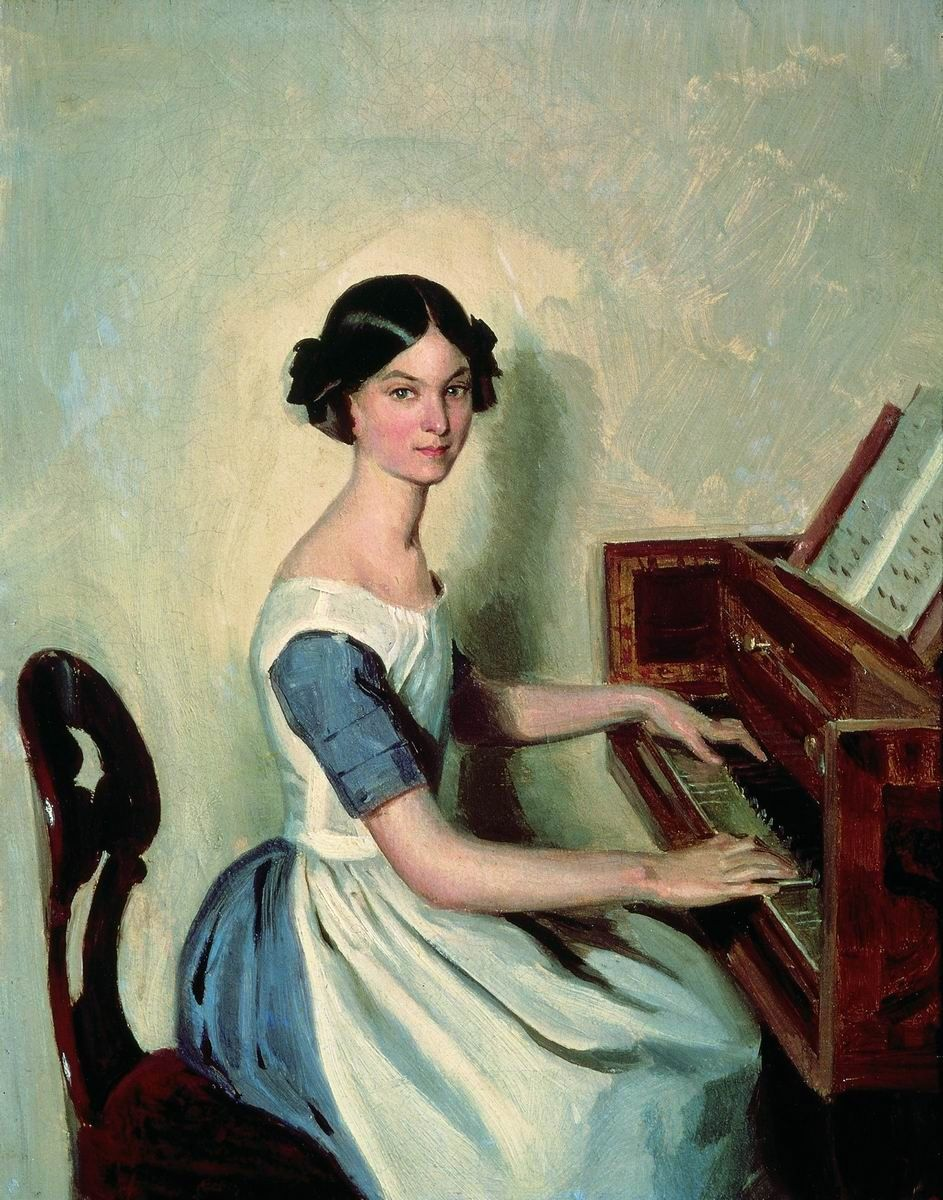
Portrait de Nadejda Jdanovitch au clavecin, 1849-1850. Huile sur toile. Musée Russe de Saint-Pétersbourg.
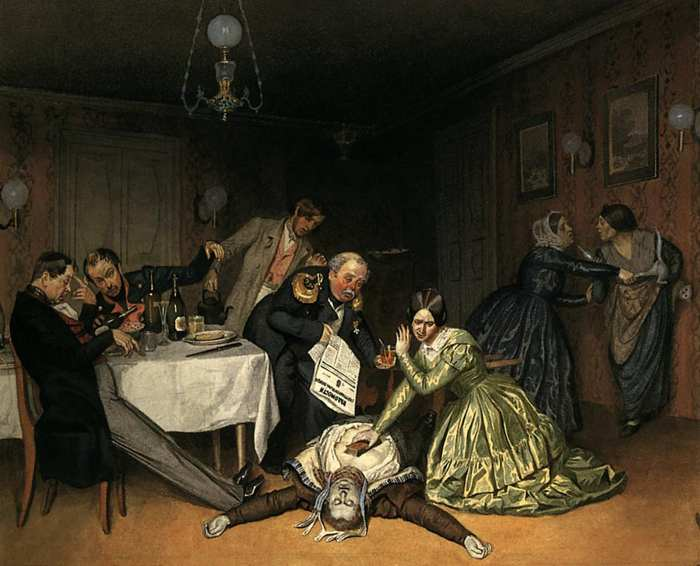
Tout est la faute du choléra, 1848.